# Boerhavia diffusa
Espèce
Synonymes
- Boerhavia adscendens Willd.
- Boerhavia caribaea Jacq.
- Boerhavia coccinea fo. parcehirsuta Heimerl
- Boerhavia coccinea Mill.
- Boerhavia coccinea var. leiocarpa (Heimerl) Standl.
- Boerhavia decumbens Vahl
- Boerhavia diandra Aubl.
- Boerhavia diffusa var. hirsuta (Jacq.) Kuntze
- Boerhavia diffusa var. leiocarpa (Heimerl) C.D. Adams
- Boerhavia diffusa var. mutabilis R. Br.
- Boerhavia diffusa var. paniculata (Rich.) Kuntze
- Boerhavia diffusa var. viscosa (Lag. & Rodr.) Heimerl
- Boerhavia erecta L.
- Boerhavia hirsuta Willd.
- Boerhavia ixodes Standl.
- Boerhavia laxa Pers.
- Boerhavia paniculata fo. leiocarpa Heimerl
- Boerhavia paniculata Lam.
- Boerhavia paniculata Rich.
- Boerhavia polymorpha Rich.
- Boerhavia ramulosa M.E. Jones
- Boerhavia repens L.
- Boerhavia repens var. diffusa (L.) Heimerl ex Hook. f.
- Boerhavia sonorae Rose
- Boerhavia squamata Raf.
- Boerhavia surinamensis Miq.
- Boerhavia viscosa fo. oligadena Heimerl
- Boerhavia viscosa Lag. & Rodr.
- Boerhavia viscosa subsp. apiculata Standl.[2]

Boerhavia diffusa est une espèce de plante à fleurs de la famille du bougainvillée. 
On l'appelle Bécabar bâtard ou Macatia vert à La Réunion, Herbe pintade à Maurice, Katsi à la Grande Comore, Beamena à Madagascar, Speading hogweed aux Seychelles, Mkwakwara ou Mkwayakwaya en Swahili, Punarnava en Inde  (ce qui signifie « qui rajeunit/renouvelle le corps »), Red spiderling, ou Tarvine dans le monde anglophone, Agarra pinto, Tangara, Bredo de porco ou Erva tostão dans le monde lusophone. 
Elle est utilisée dans la pharmacopée ayurvédique et diverses pharmacopées africaines, notamment pour soulager la douleur. Elle est employée comme légume-feuille dans de nombreuses régions notamment en Inde.

## Description
Boerhavia diffusa est une plante herbacée prostrée ou érigée, très ramifiée, atteignant 1 m de haut. Les tiges et les feuilles plus ou moins couvertes de cils blancs épars. Les feuilles opposées, de tailles inégales, à face inférieure est généralement blanchâtre. Les axes des inflorescences cymeuses ramifiées portent un champ glandulaire collant disposé en étroit anneau central oblique. Les fleurs roses, rouges ou violettes, sont longues d'environ 2 mm. Le fruit est une capsule étroitement obovale, plus large près de l'apex, est creusé de 3-5 sillons formant des arêtes couvertes de poils glanduleux. 

## Écologie
Rudérale, annuelle à pérenne, elle apprécie les zones ouvertes perturbées dans les villages, le long des bords de route, des aéroports et autres lieux de passage, du niveau de la mer à 200 m d'altitude.

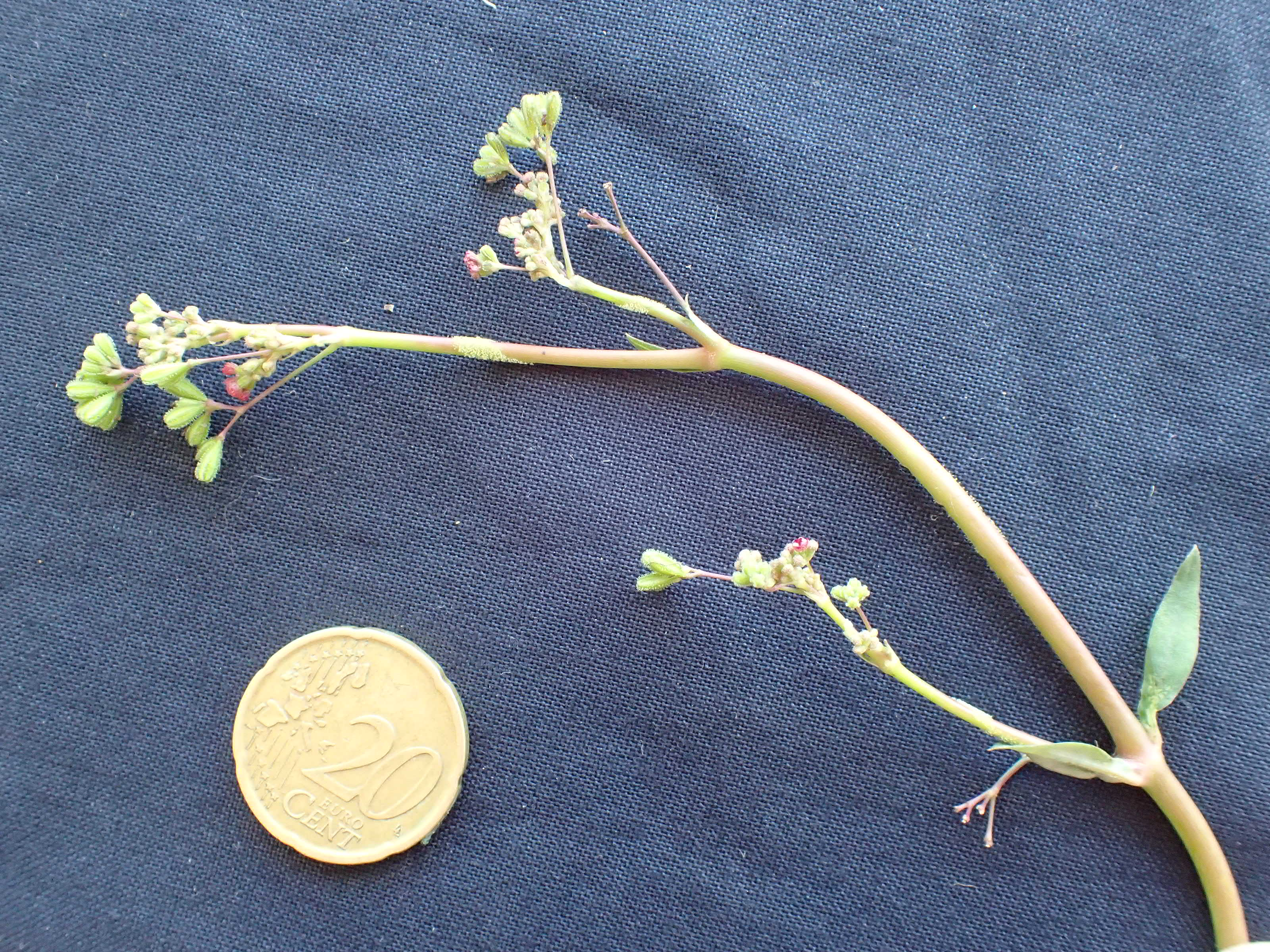
inflorescence de Boerhavia diffusa montrant les champs glandulaires collants sur ses axes
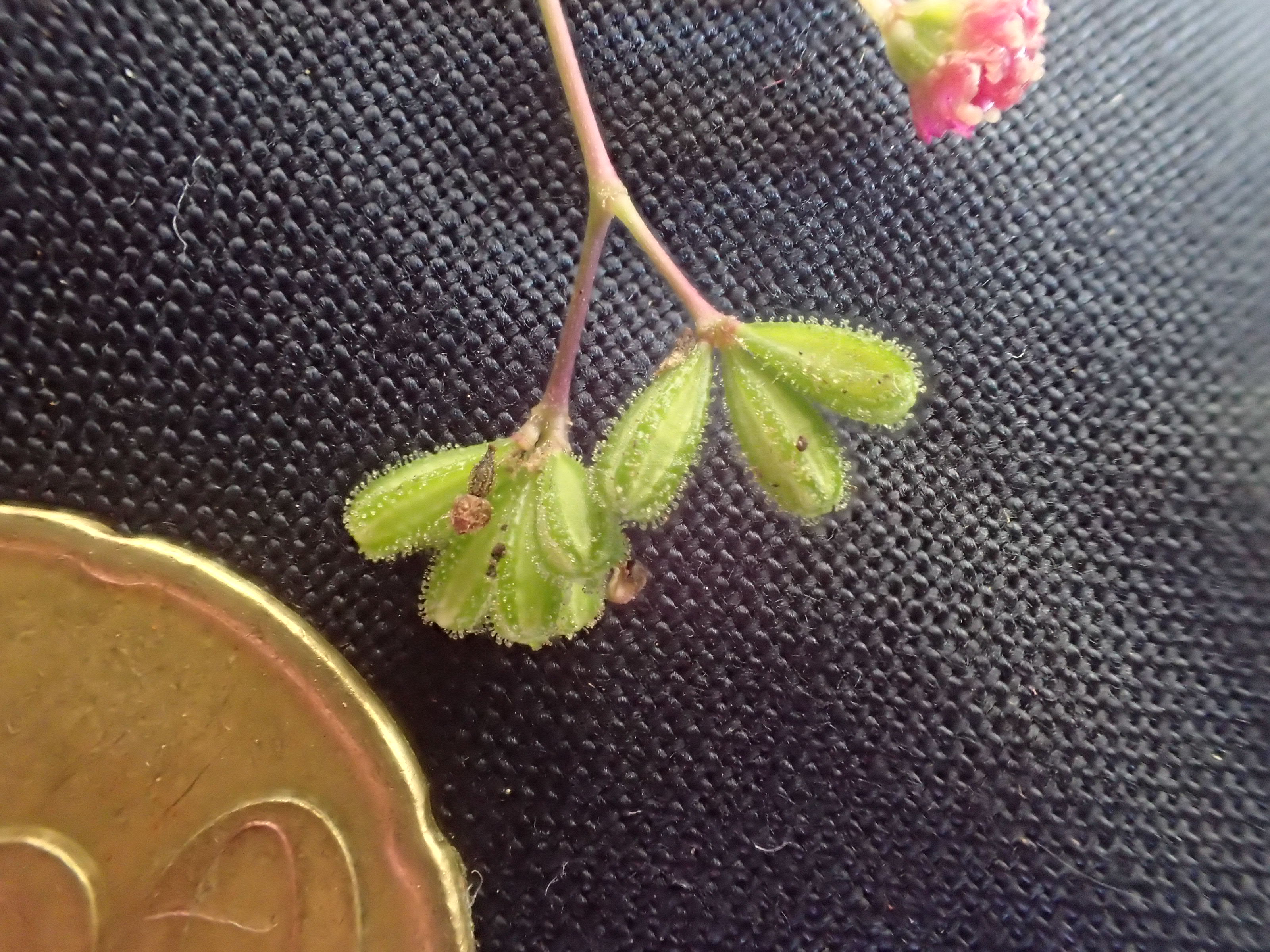
fruits collants de Boerhavia diffusa
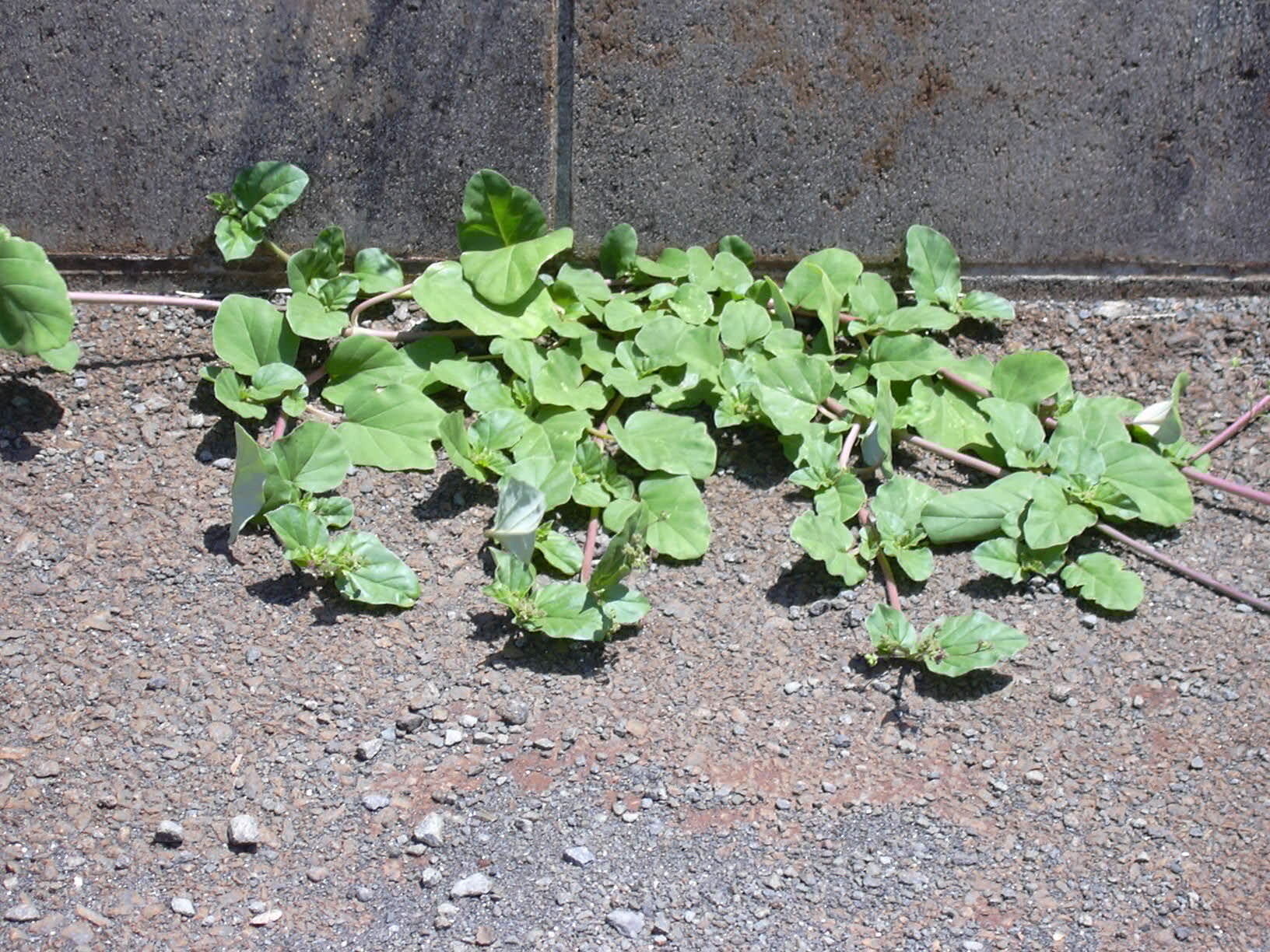
Boerhavia diffusa poussant dans l'interstice d'un trottoir.
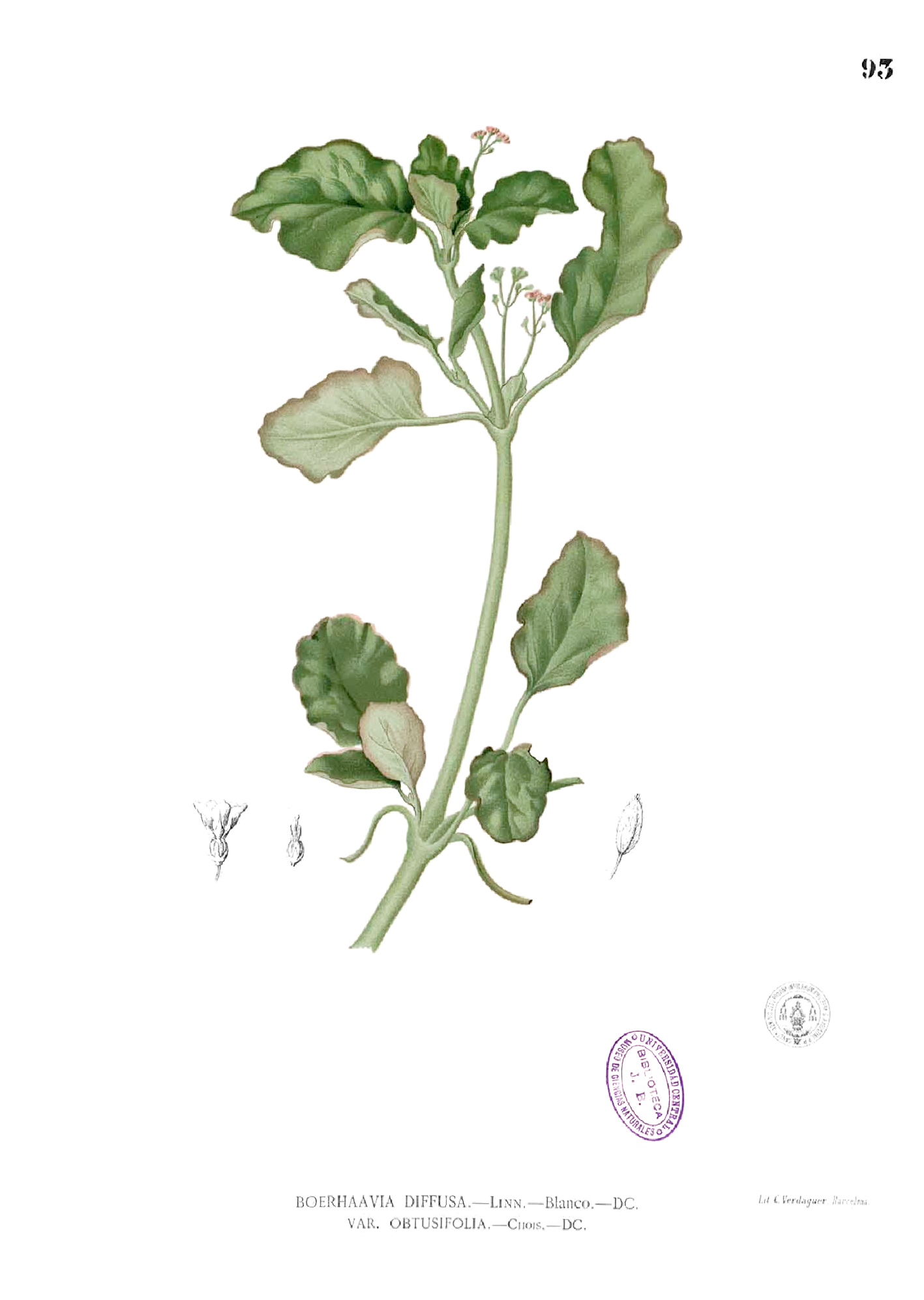
illustration de Boerhavia diffusa par Francisco Manuel Blanco
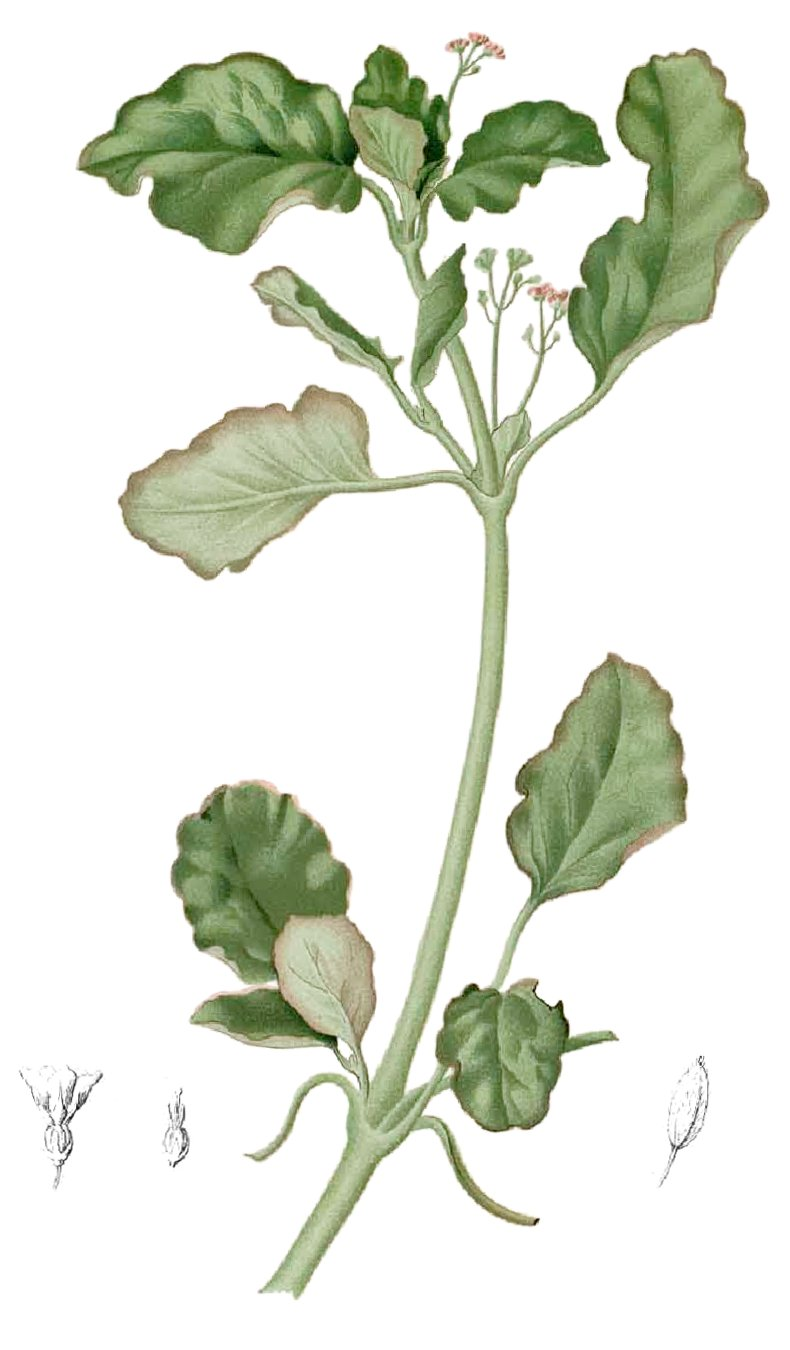
illustration de Boerhavia diffusa par Francisco Manuel Blanco (détail)
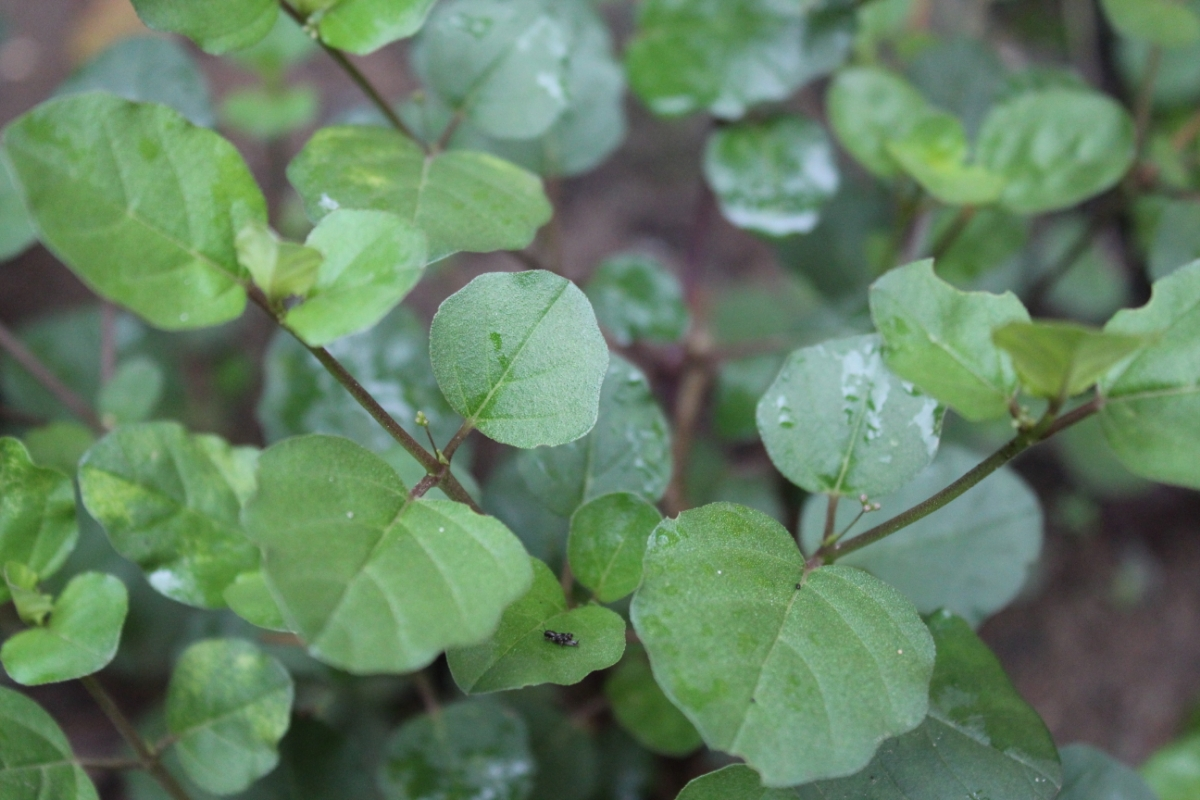
détail de tige feuillée de Boerhavia diffusa
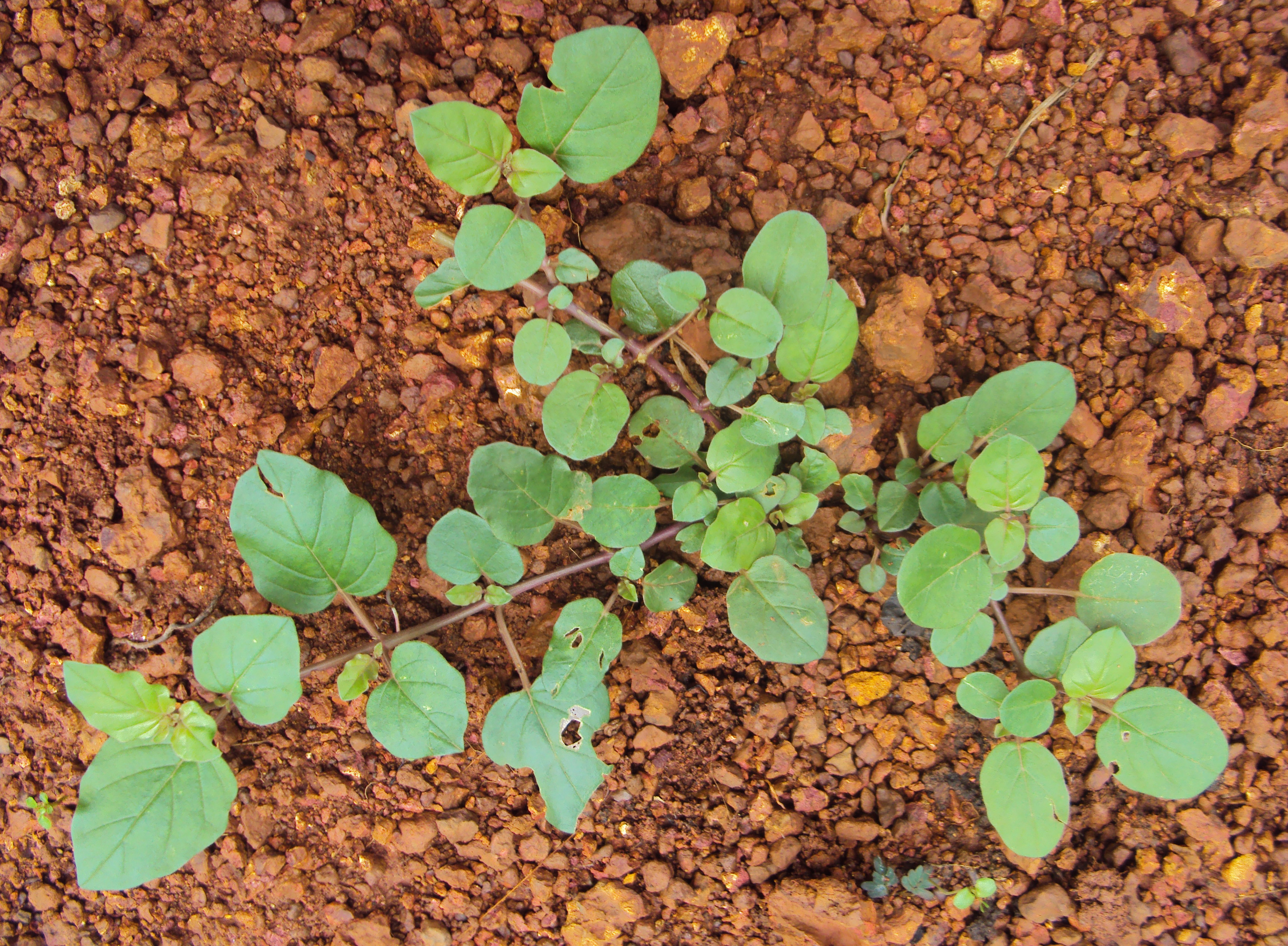
Boerhavia diffusa au sol
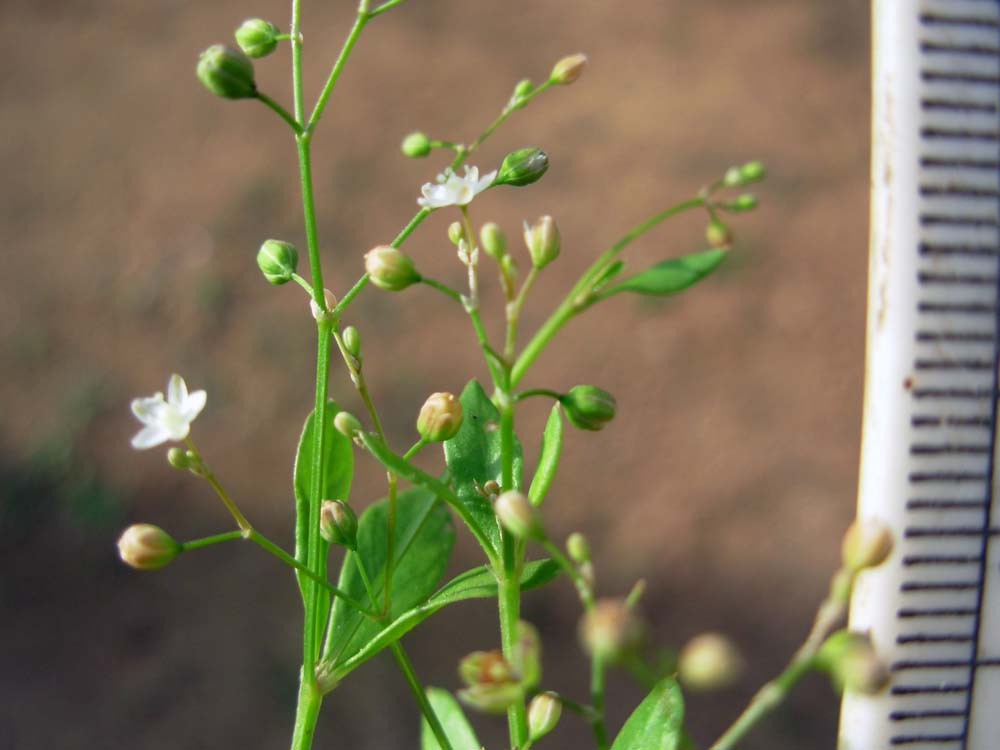
Boerhavia diffusa à fleurs blanches
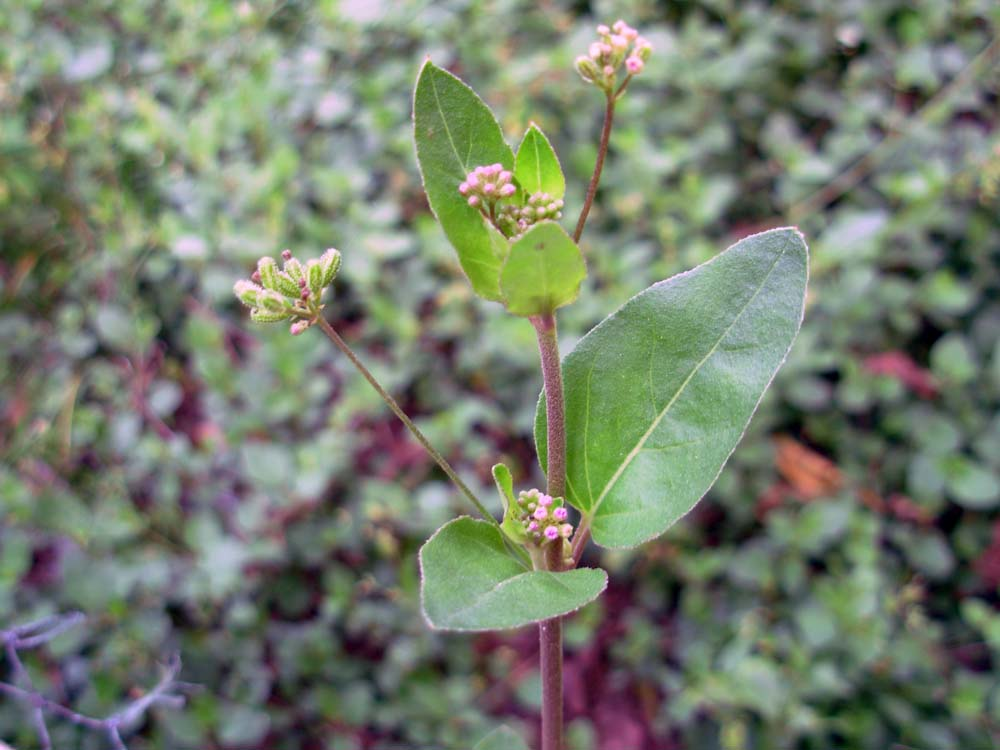
Boerhavia diffusa à tige pubérulente
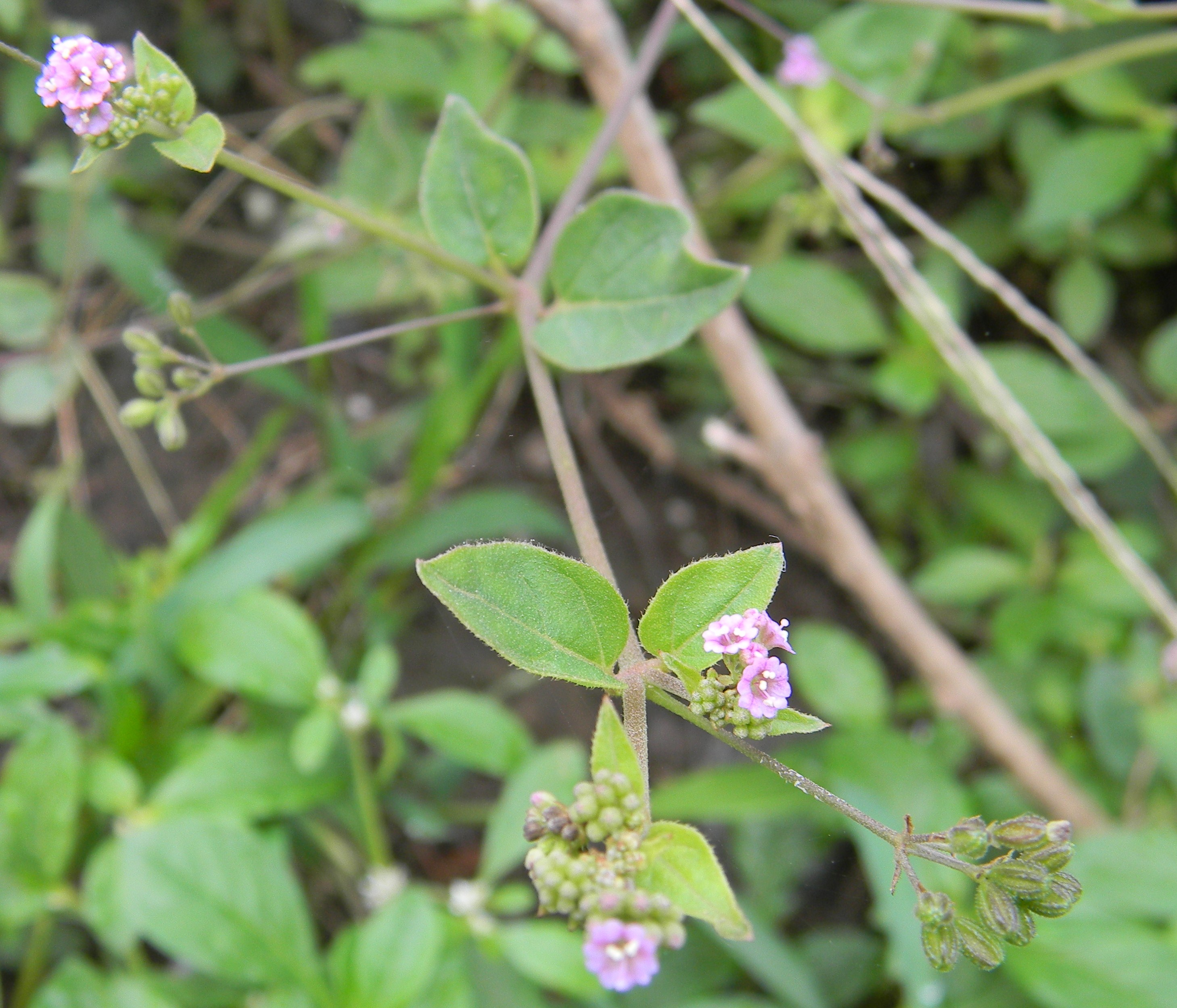
Boerhavia diffusa à tige pubérulente en fleurs
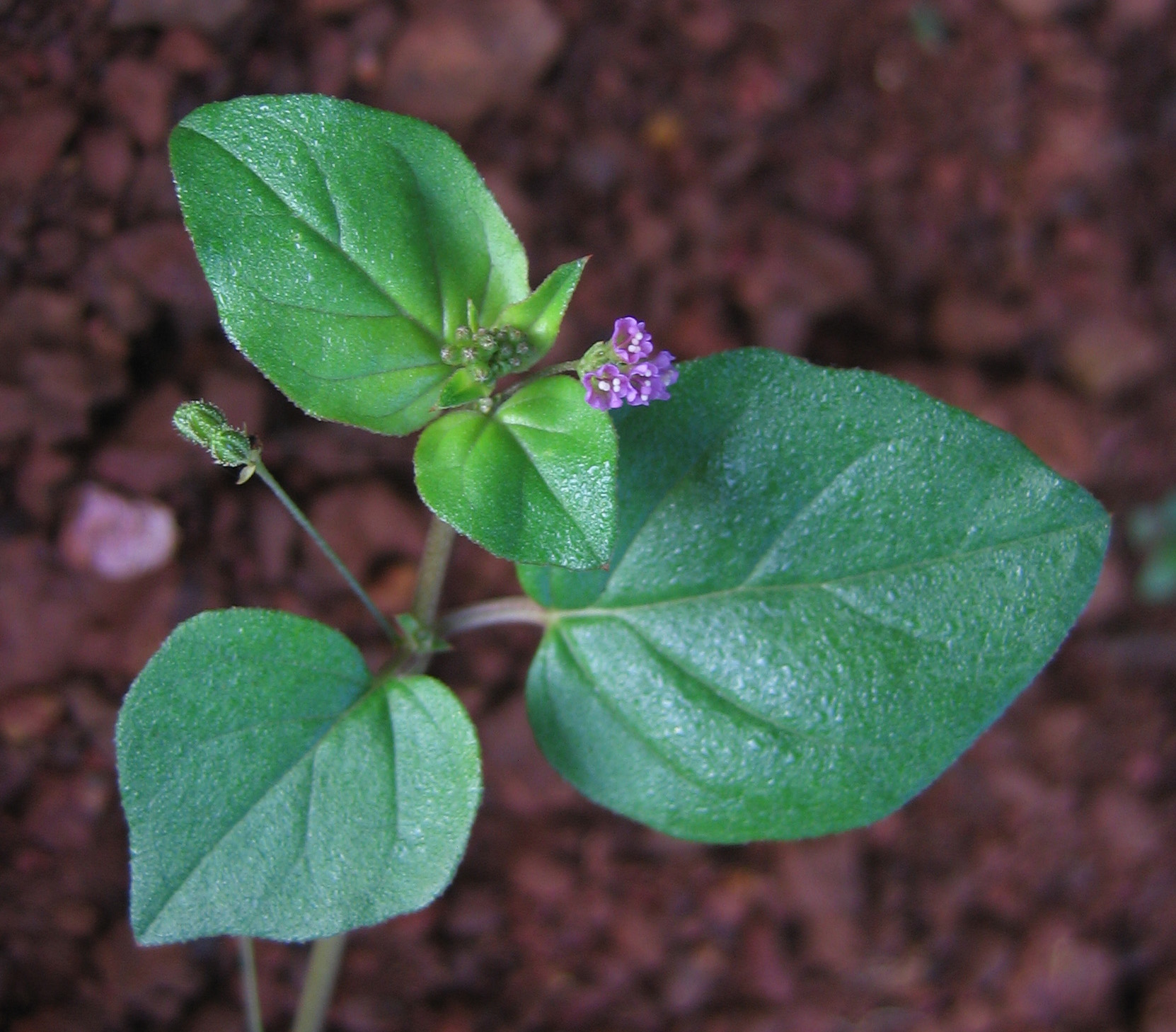
Boerhavia diffusa à fleurs roses
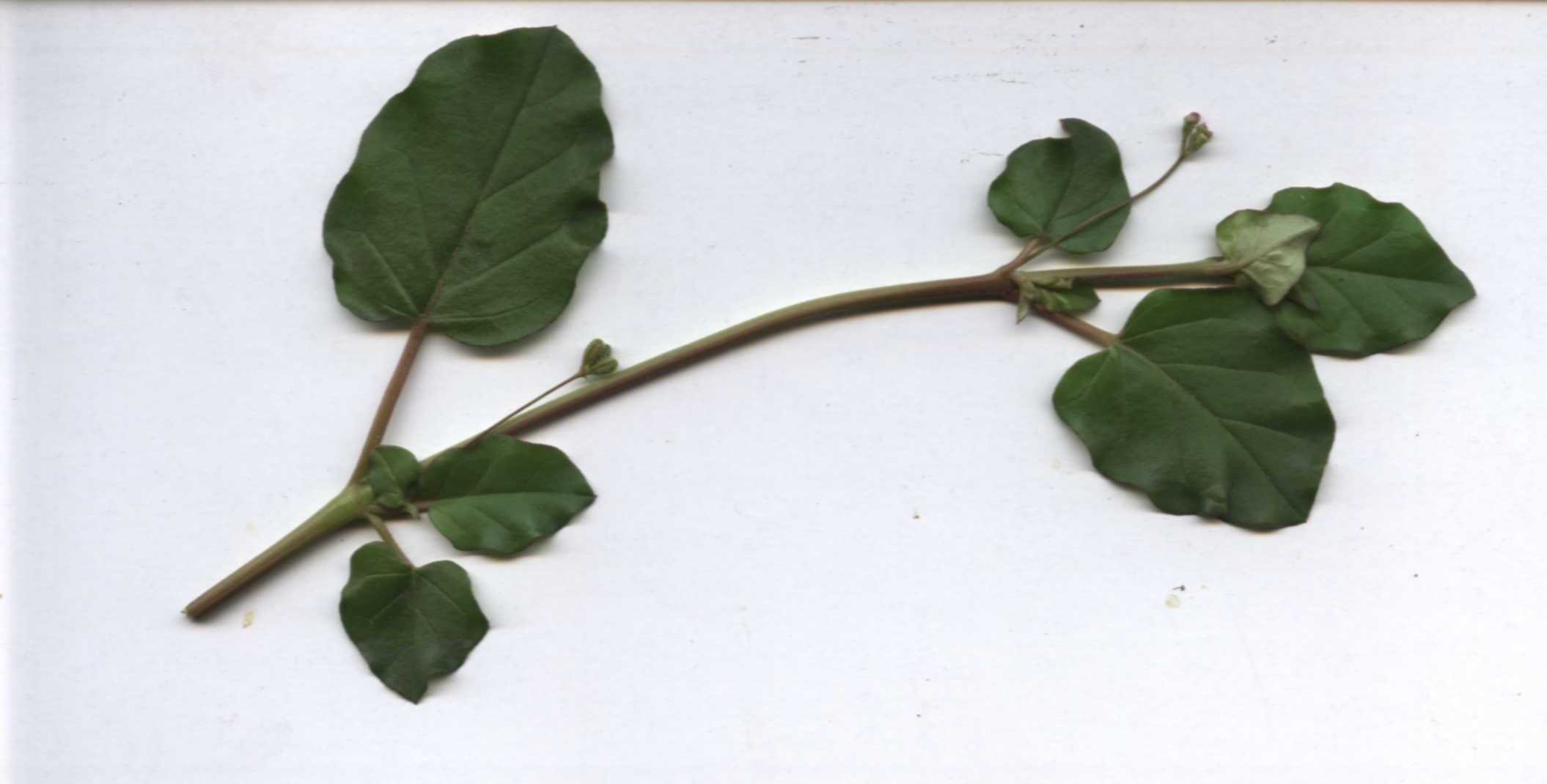
rameau flétri de Boerhavia diffusa
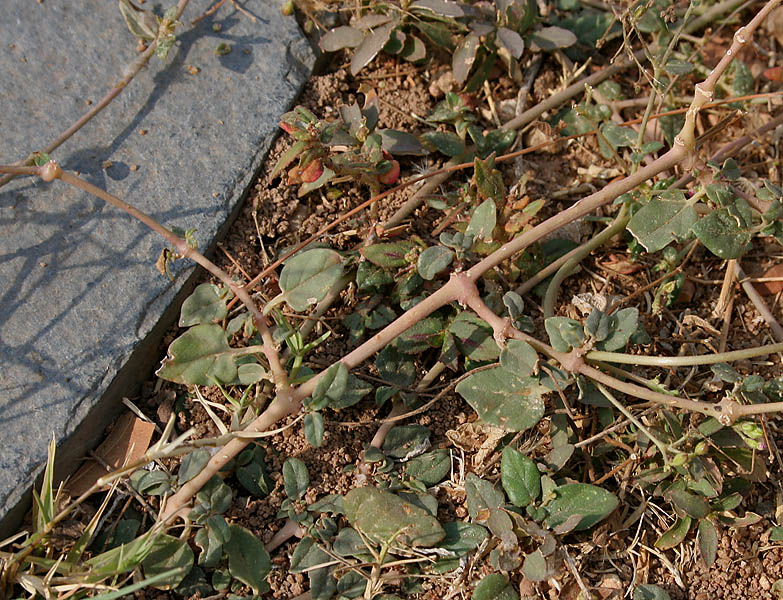
forme rampante de Boerhavia diffusa
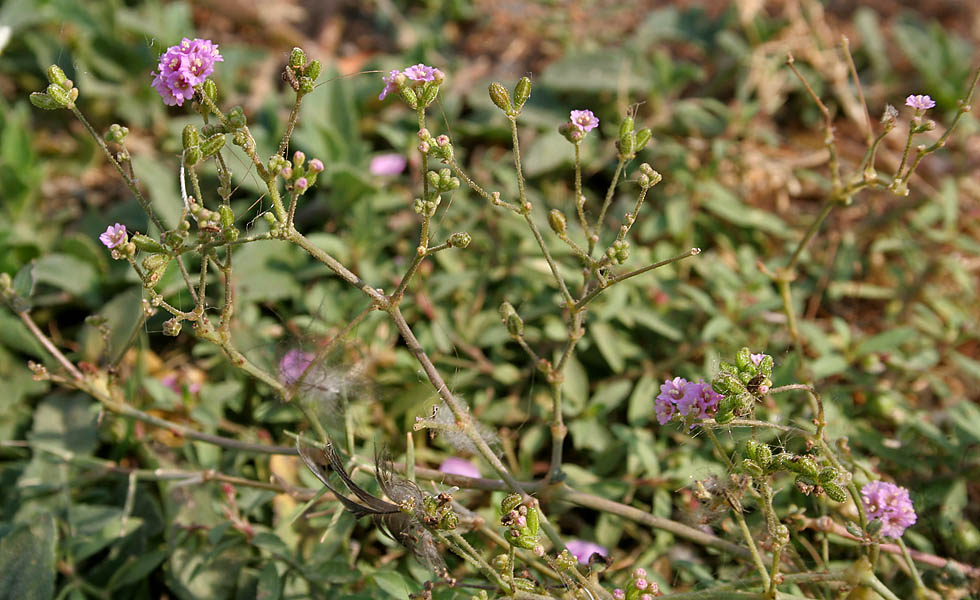
Boerhavia diffusa rampant en fleur
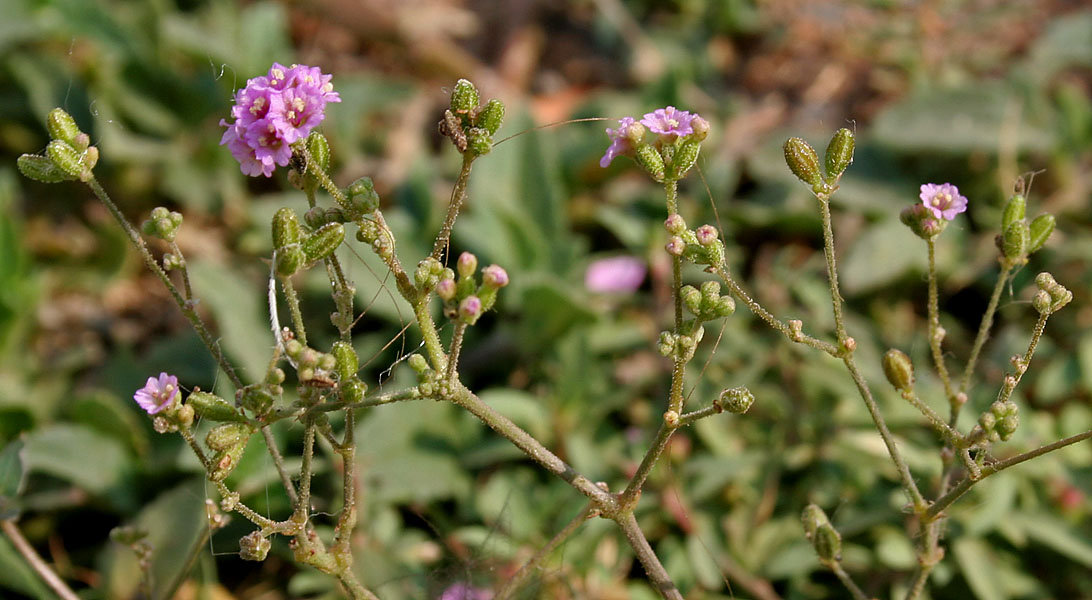
Boerhavia diffusa rampant en fleur (détail)

### Dissémination

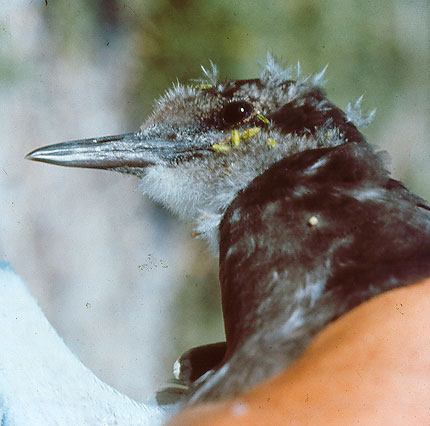
Fruits de B. diffusa collés sur la tête d'une jeune sterne fuligineuse

Boerhavia diffusa est largement répandue dans toute l'Inde, dans le Pacifique, et dans le Sud des États-Unis. Cette répartition s'explique par ses petits fruits secs, couverts de poils glanduleux, se développant à quelques centimètres du sol, qui se collent aux petits oiseaux migrateurs, qui peuvent alors largement disséminer ses graines.

## Répartition
Il n'existe pas encore d'étude sérieuse et approfondie permettant de déterminer précisément la région d'origine de Boerhavia diffusa, mais elle est probablement originaire des régions tropicales de l'Ancien Monde. Cependant, elle est aujourd'hui très répandue, et s'est naturalisée dans de nombreux pays de la zone inter-tropicale :
Afrique
Botswana, Égypte, Ghana, Kenya, Liberia, Malawi, Mozambique, Namibie, Nigeria, Rwanda, Sénégal, Sierra Leone, Somalie, Afrique du Sud (provinces du Cap-Oriental, de Gauteng, de KwaZulu-Natal, du Limpopo, du Mpumalanga, du Cap-Nord), Swaziland, Tanzanie, Togo, Ouganda, Zambie et Zimbabwe.
Asie
Birmanie, Cambodge, Chine (Fujian, Guangdong, Guangxi, Guizhou, Hainan, Sichuan et Yunnan), Inde, Bangladesh, Indonésie, Japon (Îles Ryukyu), Laos, Malaisie, Népal, Philippines, sud de Taïwan, Thaïlande, Vietnam et Péninsule Arabique (Oman, Arabie saoudite, Émirats arabes unis, Yémen : Socotra).
Amérique du Nord
Mexique, et États-Unis (États de Floride, de Géorgie et de Caroline du Sud).
Caraïbes
Anguilla, Bahamas, Îles Caïmans, Cuba, Dominique, Grenade, Hispaniola (République dominicaine et Haïti), Jamaïque, Montserrat, Antilles néerlandaises (Saba), Porto Rico, Sainte-Lucie, Saint-Vincent-et-les-Grenadines, et Îles Vierges britanniques et américaines.
Amérique du Sud
Argentine, Belize, Bolivie, Chili, Costa Rica, Équateur, Guyane, Guatemala, Guyana, Nicaragua, Panama, Paraguay, Pérou, Suriname, Uruguay et Venezuela.
Pacifique Sud
Fidji et Nouvelle-Calédonie.

## Importance économique
Boerhavia diffusa est largement utilisé comme légume-feuilles dans de nombreux pays asiatiques et africains. Les  racines et les graines sont parfois mélangées aux céréales pour la confection de pain. Boerhavia diffusa peut être utilisé comme fourrage pour le bétail. Elle a un fort potentiel de contamination des semences, et peut être hôte d'agents pathogènes pour certaines cultures telles que les aubergines.
Elle est considérée comme une adventice nuisible aux cultures majeures aux Seychelles et à Madagascar. Elle est jugée invasive au Paraguay, au Chili, en Argentine, à Trinidad et Tobago, à Hawaï, dans l'archipel Ryukyu (Japon) et au Cambodge.
Elle entre dans diverses recettes de pharmacopées indiennes et africaines notamment contre les ulcères, et les abcès, comme fébrifuge, pour extraire le ver de Guinée, etc.

## Chimie
On a isolé dans Boerhavia diffusa :
- les boeravinones G et H (roténoïdes)[11].
- la lunamarine (quinolone alcaloïde)[12].

## Activités biologiques
Des études sur des extraits de Boerhavia diffusa ont démontré des activités antimicrobiennes, anticancéreuses in vitro, anti-œstrogènes, immunomodulatrice, et anti-amibiennes (en particulier contre Entamoeba histolytica).
Boerhavia diffusa produit la protéine BDP-30, qui présente probablement une activité inactivatrice des ribosomes.